# 安田淳
安田 淳（やすだ じゅん、1965年（昭和40年）4月7日 - ）は、TBSアクト代表取締役社長である。

## 来歴・人物
兵庫県出身。血液型B型。慶應義塾大学卒業。
1990年にTBSテレビへ入社。程なくして制作部門に配属されアシスタントディレクターとして下積みを積む。
主にバラエティ番組を手掛け、「ウンナンの気分は上々。」など深夜番組のディレクターを務めたのち、プロデューサーに昇格した。
かつては園田憲や荒井昌也、利根川展の下でプロデューサー・ディレクターを担当。
2008年8月からはチーフプロデューサーに昇格し、利根川CPが担当していた番組の一部を引き継いだ。
2005年に、J-WAVEのラジオ番組「e-STATION GOLD」で彼が担当する「リンカーン」のスタート直前特集が組まれた事があり、実際に番組に出演した。
同局の人気改編期クイズ特番「オールスター感謝祭」の初代プロデューサー、加藤嘉一から見出され、2代目プロデューサーに2000年秋から就任。問題紹介画面CGを1997年秋に加藤Pが変更以来2002年秋に5年ぶりに変更しているほか、出演者の一部若返りなどの変更をしている。2008年秋から2013年はチーフプロデューサー（2012年秋以降はエグゼクティブプロデューサー）として担当。
2012年7月頃より制作局（旧TBSエンタテインメント）エグゼクティブプロデューサーに就任した。
2017年6月20日付でTBSビジョン取締役。
2019年1月1日付でTBSビジョンがTBSスパークルに吸収合併された事に伴い、取締役マネジメント本部長。
2020年7月1日付でTBSテレビに出戻り、コンテンツ制作局長。
2023年6月22日付でTBSホールディングスグループ執行役員、TBSアクト代表取締役社長となった。

## 過去の担当番組

### 委員長
レギュラー
- 炎の体育会TV（以前はCP → 制作 → EP）

### エグゼクティブプロデューサー
レギュラー
- リンカーン（以前はプロデューサー → CP → 制作）
- パワー☆プリン（以前はCP → 制作）
- 100秒博士アカデミー
- 噂の現場直行ドキュメン ガンミ!!
- 水曜日のダウンタウン
- DCU (テレビドラマ)

特番
- 史上空前!! 笑いの祭典 ザ・ドリームマッチ（以前はプロデューサー → CP → 制作）
- ウンナン極限ネタバトル! ザ・イロモネア 笑わせたら100万円（以前はCP）
- キングオブコント（以前はCP）
- タカトシの時間ですよ!（レギュラー時代は CP → 制作 → EP）
- なんだ君は!?TV
- クレイジージャーニー
- 笑いの王者が集結!ドリーム東西ネタ合戦
- 神がかりハプニング!プラチナ映像アワード
- 番組対抗!ドッキリアワード
- 謝りたい人がいます。
- 石坂浩二&タカトシのこんな人は危ない!
- 千原ジュニアの粋な夜

### チーフプロデューサー
レギュラー
- 恋するハニカミ!
- クイズ!時の扉
- クイズの扉
- オレたち!クイズMAN
- ウンナンのラフな感じで。
- さまぁ〜ずのヤリタ☆ガ〜リ〜
- 有田とマツコと男と女

特番
- 芸人記者vs超犯罪現場 体当たりスクープSP
- お笑いDynamite!

### プロデューサー
レギュラー
- サバイバー
- ディスカバ!99
- ぶっちゃけ!99
- 新すぃ日本語
- 新すぃ○○!
- ドラゴン&ボールアワー
- ハナタカ天狗
- 島田検定!! 国民的潜在能力テスト
- アイチテル!
- アスリート応援TV! ニッポン!チャ×3
- ウンナンの気分は上々。(以前はディレクター → CD、復活特番ではCPを担当)

特番
- ウチムラセブン
- 誰でもクイズメイカー

### キャスティングプロデューサー
- オールスター感謝祭（2014年春 - 、以前はプロデューサー → CP → EP）

### ディレクター・演出
レギュラー
- ギミア・ぶれいく
- COUNT DOWN TV
- 関口宏の東京フレンドパーク2
- ウンナンの桜吹雪は知っている

特番
- メガヒットライブ

### 同期入社
- 岩井健浩
- 有村美香